# Chvalynsk
Chvalynsk (in russo Хвалынск?) è una città della Russia europea centro-meridionale, situata nell'oblast' di Saratov che sorge sulla riva destra del Volga È capoluogo del Chvalynskij rajon nonché luogo natio del pittore Kuz'ma Sergeevič Petrov-Vodkin
La sua fondazione risale al 1556; lo status di città fu concesso nel 1780 dalla zarina Caterina II.